# Smutsia olteniensis
Smutsia olteniensis — вимерлий вид з роду Smutsia. Вважається, що цей вид жив у межах епохи плейстоцену. Скам'янілі залишки виду були знайдені в Румунії, що надає незаперечні докази існування ящерів у Європі в період пліо-плейстоцену.